# Michael Schick
Michael Schick (* 29. Februar 1988 in Stuttgart-Bad Cannstatt) ist ein deutscher Fußballspieler.

## Karriere
In seiner Jugendzeit spielte der Abwehrspieler anfangs beim TSV Mühlhausen, später beim VfB Stuttgart und den Stuttgarter Kickers. Im Sommer 2004 ging er nach München und schloss sich dem TSV 1860 an. Dort spielte er bis 2007 in den Jugendmannschaften des Vereins, 2007 gewann er mit der U 19 den Junioren-DFB-Pokal. Ab Sommer 2007 stand er im Aufgebot der U 23 in der Regionalliga Süd und kam dort bis 2009 zu 38 Einsätzen, in denen er drei Tore schoss.
Im Januar 2009 wurde er in einem Testspiel erstmals bei den Profis eingesetzt, er trainierte aber im Anschluss weiter mit der U 23. Als Uwe Wolf Marco Kurz Ende Februar 2009 als Trainer abgelöst hatte, kam der gerade 21 Jahre alt gewordene Schick zu seinem ersten Profieinsatz in der 2. Bundesliga. Beim Spiel gegen St. Pauli am 1. März 2009, dem ersten Spiel, das die Löwen unter der Leitung Wolfs bestritten, stand er in der Startformation. Bis Saisonende kam er neunmal zum Einsatz, ihm gelang dabei ein Treffer.
Im Sommer 2009 wechselte Schick zum Ligakonkurrenten FC Augsburg, wo er einen Vertrag bis 2012 unterschrieb. Den Vertrag löste man im Sommer 2010 aber in beiderseitigem Einvernehmen auf und Schick wechselte in die 3. Liga zum SV Sandhausen. Im Verlauf seiner ersten Saison dort spielte er sich zwischenzeitlich in die Stammelf und brachte es auf immerhin 15 Saisonspiele. Dann verlor er jedoch seinen Platz im Team und kehrte auch in der folgenden Saison nicht mehr zurück. Ein Wechsel zum Chemnitzer FC zur Winterpause 2011/12 kam nicht zustande. Am Ende der Saison stieg Sandhausen als Meister in die 2. Bundesliga auf, ohne dass Schick eine Minute gespielt hatte. Zur Saison 2012/13 wechselte Schick zu Wacker Burghausen. Dort wurde sein Vertrag im Sommer 2013 nicht verlängert.